# اچ‌ام‌سی‌اس ادمندستون (کی۱۰۶)
اچ‌ام‌سی‌اس ادمندستون (کی۱۰۶) (به انگلیسی: HMCS Edmundston (K106)) یک کشتی بود که طول آن ۲۰۵ فوت (۶۲٫۴۸ متر) بود. این کشتی در سال ۱۹۴۱ ساخته شد.